# Colcamar (distrito)
Colcamar é um distrito peruano localizado na Província de Luya, departamento Amazonas. Sua capital é a cidade de Colcamar.

## Transporte
O distrito de Colcamar é servido pela seguinte rodovia:
- AM-103, que liga o distrito de Lonya Grande  à cidade de Lonya Chico [2][3][4]